# Любовь-морковь (серия фильмов)
«Любовь-морковь» — российская художественная комедийная семейная серия фильмов по мотивам пьесы белорусского драматурга Андрея Курейчика «Исполнитель желаний». На данный момент снято четыре фильма: «Любовь-морковь» режиссёра Александра Стриженова и три прямых продолжения: «Любовь-морковь 2» Максима Пежемского, «Любовь-морковь 3» Сергея Гинзбурга и «Любовь-морковь: Восстание машин» Андрея Волгина. Премьера оригинального фильма прошла 6 марта 2007 года, а последующие фильмы вышли в 2008, 2010 и 2023 году соответственно.
Андрей и Марина переживают серьёзный кризис после семи лет брака. Они отправляются к таинственному психологу, который рекламирует свои услуги по телевидению. На следующий день после знакомства супруги с настоящим ужасом обнаруживают, что поменялись телами!
Фильмы этой серии стали успешными в прокате, в частности первые два фильма. Однако эта серия фильмов не получила одобрения от зрителей: первые два — неоднозначные отзывы критиков, а последующие негативные.

## Фильмы
| Фильм                           | Дата выхода     | Режиссёр            | Сценарист                                                                 | Продюсер                                                    |
| ------------------------------- | --------------- | ------------------- | ------------------------------------------------------------------------- | ----------------------------------------------------------- |
| Любовь-морковь                  | 6 марта 2007    | Александр Стриженов | Андрей Курейчик Ренат Давлетьяров Александр Стриженов Александр Олейников | Ренат Давлетьяров Александр Котелевский Александр Олейников |
| Любовь-морковь 2                | 23 декабря 2008 | Максим Пежемский    | Андрей Курейчик Ренат Давлетьяров Александр Олейников                     | Ренат Давлетьяров Александр Котелевский Александр Олейников |
| Любовь-морковь 3                | 3 марта 2011    | Сергей Гинзбург     | Юрий Коротков                                                             | Ренат Давлетьяров Александр Котелевский Александр Олейников |
| Любовь-морковь: Восстание машин | 30 марта 2023   | Андрей Волгин       | Юрий Коротков                                                             | Ренат Давлетьяров Александр Котелевский Александр Олейников |

### Любовь-морковь (2007)
Андрей и Марина переживают серьёзный кризис после семи лет брака. Они отправляются к таинственному психологу, который рекламирует свои услуги по телевидению. На следующий день после знакомства супруги с настоящим ужасом обнаруживают, что поменялись телами!

### Любовь-морковь 2 (2008)
Десять лет назад супруги Голубевы проверили свои чувства на прочность, поменявшись телами. Теперь они — папа Андрей и мама Марина. В их семье растут близнецы, Глеб и Света. Жизнь супругов налажена, карьера головокружительна, а день расписан по часам. Они уже плохо помнят, что дети больше любят живых собак, чем искусственных, и что друзья родителей — не лучшая компания в день рожденья. Они забыли, что любовь и внимание дороже денег. Чтобы вернуть все на свои места, нужно опять поменять всех местами — решит доктор Коган и навестит своих старых приятелей Голубевых.

### Любовь-морковь 3 (2010)
В первом фильме Андрей и Марина менялись телами между собой, во второй части — с собственными детьми, а теперь они меняются телами с родителями: Марина с мамой, искусствоведом и музейным работником Елизаветой Николаевной, Андрей — с отцом, армейским полковником Владимиром Андреевичем Голубевым. Поменявшись телами, они лучше стали понимать родителей, а родители их.

### Любовь-морковь: Восстание машин (2023)
В век высоких технологий Андрей и Марина Голубевы никак не могут договориться, как правильно воспитывать сына-подростка, причина — его любовь к гаджетам. Супруги бесконечно ссорятся, пока однажды утром не просыпаются в телах роботов-экскурсоводов Ивана да Марьи. Чтобы вернуться в свои тела, Голубевым предстоит преодолеть противоречия и прийти к взаимопониманию. Вот только роботы совсем не хотят обратно — познав все прелести человеческого существования, они решили навсегда остаться людьми.

## В ролях
| Персонаж                                             | Фильмы                                        | Фильмы                | Фильмы                                     | Фильмы                               |
| Персонаж                                             | Любовь-морковь 2007                           | Любовь-морковь 2 2008 | Любовь-морковь 3 2010                      | Любовь-морковь: Восстание машин 2023 |
| ---------------------------------------------------- | --------------------------------------------- | --------------------- | ------------------------------------------ | ------------------------------------ |
| Андрей Владимирович Голубев                          | Гоша Куценко                                  | Гоша Куценко          | Гоша Куценко                               | Гоша Куценко                         |
| Марина Николаевна Голубева                           | Кристина Орбакайте                            | Кристина Орбакайте    | Кристина Орбакайте                         | Кристина Орбакайте                   |
| Доктор Коган семейный психолог                       | Михаил Козаков                                | Михаил Козаков        | Михаил КозаковКирилл Козаков (озвучивание) | Кирилл Козаков                       |
| Олег Львович Власов (Нерон) руководитель Андрея      | Андрей Ургант                                 | Андрей Ургант         | Андрей Ургант                              | Андрей Ургант                        |
| Лена подруга Марины                                  | Ольга Орлова                                  | Ольга Орлова          | Ольга Орлова                               |                                      |
| Соня подруга Марины                                  | Дарья Дроздовская                             | Дарья Дроздовская     | Дарья Дроздовская                          |                                      |
| Карло главарь банды                                  | Евгений Стычкин                               |                       |                                            |                                      |
| Феликс Корогодский                                   | Андрей КраскоАлексей Колган (озвучивание)     |                       |                                            |                                      |
| Анастасия Александровна жена Корогодского            | Екатерина Стриженова                          |                       |                                            |                                      |
| Данила коллега Андрея                                | Станислав Дужников                            |                       |                                            |                                      |
| Сергей коллега Андрея                                | Эвклид Кюрдзидис                              |                       |                                            |                                      |
| Ирина секретарь Андрея                               | Ксения Князева                                |                       |                                            |                                      |
| Адвокат Аристархов                                   | Александр Стриженов                           |                       |                                            |                                      |
| Вова член банды и правая рука Карло                  | Александр Робак                               |                       |                                            |                                      |
| Кирсанов (Кирсан) член банды Карло                   | Виталий Хаев                                  |                       |                                            |                                      |
| Козлов (Козёл) член банды Карло                      | Евгений Ратьков                               |                       |                                            |                                      |
| Следователь Груздев                                  | Сергей ДороговАлександр Клюквин (озвучивание) |                       |                                            |                                      |
| Глеб Голубев сын Андрея и Марины                     |                                               | Денис Парамонов       | Денис Парамонов                            | Денис Парамонов                      |
| Света Голубева дочь Андрея и Марины                  |                                               | Алина Булынко         | Алина Булынко                              | Алина Булынко                        |
| Елизавета Фёдоровна Ливицкая                         |                                               | Лидия Вележева        |                                            |                                      |
| Виктор Павлович Синьков / Виктория Павловна Синькова |                                               | Кирилл Плетнёв        |                                            |                                      |
| Владимир Андреевич Голубев отец Андрея               |                                               |                       | Владимир Меньшов                           |                                      |
| Елизавета Николаевна мать Марины                     |                                               |                       | Лия Ахеджакова                             |                                      |
| Эдуард Эдуардович                                    |                                               |                       | Алексей Гуськов                            |                                      |
| Миша                                                 |                                               |                       | Вячеслав Манучаров                         |                                      |
| Вася приёмный сын Андрея и Марины                    |                                               |                       |                                            | Саша Алексеев                        |
| Робот Иван                                           |                                               |                       |                                            | Сергей Ашарин                        |
| Робот Марья                                          |                                               |                       |                                            | Софья Озерова                        |
| Бахтияр                                              |                                               |                       |                                            | Парвиз Пулоди                        |

## Приём

### Кассовые сборы
| Фильм                           | Дата выпуска    | Кассовые сборы | Кассовые сборы    | Кассовые сборы | Бюджет      | Источник     |
| Фильм                           | Дата выпуска    | Россия         | Другие территории | Мировые        | Бюджет      | Источник     |
| ------------------------------- | --------------- | -------------- | ----------------- | -------------- | ----------- | ------------ |
| Любовь-морковь                  | 6 марта 2007    | $11,600,000    | $900,000          | $12,500,000    | $3,000,000  | [ 8 ]        |
| Любовь-морковь 2                | 23 декабря 2008 | $17,900,000    | $1,300,000        | $19,200,000    | $3,000,000  | [ 9 ] [ 10 ] |
| Любовь-морковь 3                | 3 марта 2011    | $8,500,000     | $700,000          | $9,200,000     | $4,000,000  | [ 11 ]       |
| Любовь-морковь: Восстание машин | 30 марта 2023   |                |                   | $608,000       | $2,000,000  | [ 12 ]       |
| Итого                           | Итого           | $38,000,000    | $2,900,000        | $41,508,000    | $12,000,000 |              |

### Критический приём
| Фильм                           | Россия              | Россия           | Россия  | Другие территории |
| Фильм                           | Кинопоиск           | Критиканство     | Отзовик | iMDb              |
| ------------------------------- | ------------------- | ---------------- | ------- | ----------------- |
| Любовь-морковь                  | 5.6 (60 056 оценок) | 61 (8 рецензий)  | 95 %    | 5.1 (1300 оценок) |
| Любовь-морковь 2                | 5.3 (45 100 оценок) | 62 (11 рецензий) | 90 %    | 4.8 (729 оценок)  |
| Любовь-морковь 3                | 4.4 (20 061 оценок) | 49 (11 рецензий) | 80 %    | 3.8 (493 оценки)  |
| Любовь-морковь: Восстание машин | 4.5 (2400 оценок)   | 41 (7 рецензии)  | 64 %    | 2.1 (9 оценок)    |